# Municipio de Colfax (condado de Harrison)
El municipio de Colfax (en inglés: Colfax Township) es un municipio ubicado en el condado de Harrison en el estado estadounidense de Misuri. En el año 2010 tenía una población de 563 habitantes y una densidad poblacional de 5,05 personas por km².

## Geografía
El municipio de Colfax se encuentra ubicado en las coordenadas 40°30′18″N 93°56′43″O / 40.50500, -93.94528. Según la Oficina del Censo de los Estados Unidos, el municipio tiene una superficie total de 111.4 km², de la cual 110,56 km² corresponden a tierra firme y (0,76 %) 0,84 km² es agua.

## Demografía
Según el censo de 2010, había 563 personas residiendo en el municipio de Colfax. La densidad de población era de 5,05 hab./km². De los 563 habitantes, el municipio de Colfax estaba compuesto por el 99,82 % blancos, el 0,18 % eran afroamericanos. Del total de la población el 0,89 % eran hispanos o latinos de cualquier raza.